# Sant’Arpino
Sant’Arpino ist eine italienische Gemeinde (comune) mit 15.139 Einwohnern (Stand 31. Dezember 2023) in der Provinz Caserta in Kampanien. Die Gemeinde liegt etwa 11 Kilometer nordwestlich von Neapel und etwa 12 Kilometer südwestlich von Caserta. Die Gemeinde grenzt an die Metropolitanstadt Neapel.

## Geschichte
Sant’Arpino liegt außerhalb der Ruinen der antiken oskischen Stadt Atella. Durch den Niedergang Atellas um das 10./11. Jahrhundert nach Christus siedelten sich außerhalb der früheren Stadtmauern Bürger an. Das Dorf nannte sich nach dem Bischof Elpidius. Daher stammt auch der heutige Ortsname, der seit dem beginnenden 17. Jahrhundert auch offiziell ist.

## Verkehr
Gemeinsam mit der Nachbargemeinde Sant’Antimo besteht der Bahnhof Sant’Antimo-Sant’Arpino an der Bahnstrecke Rom–Formia–Neapel.